# Szyce (Klein-Polen)
Szyce is een dorp in de Poolse woiwodschap Klein-Polen. De plaats maakt deel uit van de gemeente Wielka Wieś en telt 389 inwoners.